# Trần Hồ Duy
Trần Hồ Duy (sinh ngày 04 tháng 02 năm 2001) là một vận động viên Taekwondo Việt Nam. Anh là thành viên đội tuyển Taekwondo Việt Nam

## Sự nghiệp
Trần Hồ Duy - Châu Tuyết Vân - Nguyễn Thị Lệ Kim - Hứa Văn Huy - Nguyễn Ngọc Minh Hy (Taekwondo, quyền sáng tạo đồng đội kết hợp). Giành huy chương vàng tại Đại hội Thể thao Đông Nam Á 2019.
Trần Hồ Duy, Nguyễn Đình Khôi, Nguyễn Thiên Phụng giành huy chương vàng Taekwondo nội dung Quyền tiêu chuẩn đồng đội nam tại SEA Games 31 

## Thành tích nổi bật

### Thể thao
| Năm  | Giải đấu                         | Nơi diễn ra | Thành tích      | Nguồn |
| ---- | -------------------------------- | ----------- | --------------- | ----- |
| 2019 | Đại hội Thể thao Đông Nam Á 2019 | Philippines | Huy chương vàng | [ 3 ] |
| 2022 | Đại hội Thể thao Đông Nam Á 2021 | Philippines | Huy chương vàng | [ 2 ] |